# Campeonato Uruguayo de Segunda División 2020
El Campeonato Uruguayo 2020 fue la 79.º torneo de Segunda División Profesional del fútbol uruguayo organizado por la AUF, correspondiente al año 2020.
El campeonato comenzó el 12 de agosto.

## Sistema de disputa
El sistema consiste en un torneo anual disputado en dos rondas todos contra todos.
El primer lugar de la clasificación será el campeón de la Segunda División de la temporada, y accederá al ascenso a Primera División, junto con el segundo lugar. Para determinar el tercer ascenso, se realizarán unos play offs entre el tercero y el sexto lugar.
A su vez, habrá un descenso directo a la Primera División Amateur 2021 que será para el club que finalice en la última posición de la Tabla del Descenso, mientras que el penúltimo disputará una promoción con el subcampeón de la Primera División Amateur 2020.

## Equipos participantes

### Ascensos y descensos
| Club           | Descendido como                              |
| -------------- | -------------------------------------------- |
| Racing         | 14° Tabla del descenso Primera División 2019 |
| Rampla Juniors | 15° Tabla del descenso Primera División 2019 |
| Juventud       | 16° Tabla del descenso Primera División 2019 |

| Club  | Ascendido como                        |
| ----- | ------------------------------------- |
| Rocha | Campeón Primera División Amateur 2019 |

| Club                | Ascendido como                         |
| ------------------- | -------------------------------------- |
| Montevideo City     | Campeón Segunda División 2019          |
| Deportivo Maldonado | Subcampeón Segunda División 2019       |
| Rentistas           | Ganador Play-Off Segunda División 2019 |

| Club             | Descendido como                              |
| ---------------- | -------------------------------------------- |
| Bella Vista      | 12° Tabla del descenso Segunda División 2019 |
| El Tanque Sisley | 13° Tabla del descenso Segunda División 2019 |

### Información de equipos
Datos hasta antes del inicio del torneo. Todos los datos estadísticos corresponden únicamente a los Campeonatos Uruguayos organizados por la Asociación Uruguaya de Fútbol. Las fechas de fundación de los equipos son las declaradas por los propios clubes implicados.
| Equipo          | Ciudad      | Estadio                   | Capacidad | Fundación               | Temporadas | Temp. Consecutivas | Títulos | Subtítulos | 2019 |
| --------------- | ----------- | ------------------------- | --------- | ----------------------- | ---------- | ------------------ | ------- | ---------- | ---- |
| Racing          | Montevideo  | Parque Osvaldo Roberto    | 8 500     | 6 de abril de 1919      |            |                    |         |            |      |
| Rampla Juniors  | Montevideo  | Olímpico Pedro Arispe     | 9 500     | 7 de enero de 1914      |            |                    |         |            |      |
| Juventud        | Las Piedras | Juventud Parque Artigas   | 12 000    | 24 de diciembre de 1935 |            |                    |         |            |      |
| Villa Española  | Montevideo  | Obdulio Varela            | 8 000     | 18 de agosto de 1940    |            |                    |         |            | 4°   |
| Cerrito         | Montevideo  | Parque Maracaná           | 8 000     | 28 de octubre de 1929   |            |                    |         |            | 5°   |
| Sud América     | Montevideo  | Parque Carlos Ángel Fossa | 6 000     | 15 de febrero de 1914   |            |                    |         |            | 6°   |
| Atenas          | San Carlos  | Ateniense                 | 6 000     | 1 de mayo de 1928       |            |                    |         |            | 7°   |
| Villa Teresa    | Montevideo  | José Nasazzi              | 5 002     | 1 de junio de 1941      |            |                    |         |            | 8°   |
| Albion          | Montevideo  | Parque Enrique Falco      | 2 000     | 1 de junio de 1891      |            |                    |         |            | 9°   |
| Central Español | Montevideo  | Parque Palermo            | 6 500     | 5 de enero de 1905      |            |                    |         |            | 10°  |
| Tacuarembó      | Tacuarembó  | Raúl Goyenola             | 9 000     | 11 de noviembre de 1998 |            |                    |         |            | 11°  |
| Rocha           | Rocha       | Mario Sobrero             | 10.000    | 1 de agosto de 1999     |            |                    |         |            |      |

## Clasificación
|                                               | Pos. | Equipos         | PJ | PG | PE | PP | GF | GC | Dif. | Puntos |
| --------------------------------------------- | ---- | --------------- | -- | -- | -- | -- | -- | -- | ---- | ------ |
|                                               | 1º   | Cerrito         | 22 | 11 | 8  | 3  | 38 | 23 | +15  | 41     |
|                                               | 2º   | Villa Española  | 22 | 10 | 7  | 5  | 35 | 24 | +11  | 37     |
|                                               | 3º   | Juventud        | 22 | 7  | 11 | 4  | 24 | 17 | +7   | 32     |
|                                               | 4º   | Rampla Juniors  | 22 | 8  | 8  | 6  | 27 | 23 | +4   | 32     |
|                                               | 5º   | Racing          | 22 | 7  | 9  | 5  | 25 | 26 | -1   | 30     |
|                                               | 6º   | Sud América (A) | 22 | 7  | 7  | 8  | 30 | 33 | -3   | 28     |
|                                               | 7º   | Central Español | 22 | 7  | 6  | 9  | 25 | 25 | 0    | 27     |
|                                               | 8º   | Rocha           | 22 | 6  | 9  | 7  | 20 | 23 | -3   | 27     |
|                                               | 9º   | Villa Teresa    | 22 | 6  | 8  | 8  | 19 | 29 | -10  | 26     |
|                                               | 10º  | Atenas          | 22 | 5  | 9  | 8  | 23 | 29 | -6   | 24     |
|                                               | 11º  | Tacuarembó      | 22 | 6  | 5  | 11 | 19 | 27 | -8   | 23     |
|                                               | 12º  | Albion          | 22 | 5  | 7  | 10 | 22 | 28 | -6   | 22     |
| Última actualización: 28 de noviembre de 2020 |      |                 |    |    |    |    |    |    |      |        |

|  | Campeón. Asciende a Campeonato Uruguayo de Primera División 2021. |
|  | Asciende a Campeonato Uruguayo de Primera División 2021.          |
|  | Clasificados a los playoffs por el tercer ascenso                 |

## Fixture
- Primer gol del torneo: Anotado por Emiliano Albín al minuto 1 (Villa Española vs. Albion) el 12 de agosto de 2020, en el Estadio Charrúa.

#### Primera Rueda
Fuente: 
| Villa Española  | 3:2 | Albion     | Estadio Charrúa | 12 de agosto | 12:00 |
| Sud América     | 1:1 | Rocha      | Estadio Charrúa | 12 de agosto | 14:30 |
| Rampla Juniors  | 1:2 | Racing     | Estadio Charrúa | 12 de agosto | 17:15 |
| Central Español | 0:1 | Cerrito    | Estadio Charrúa | 13 de agosto | 12:00 |
| Atenas          | 1:0 | Tacuarembó | Estadio Charrúa | 13 de agosto | 14:30 |
| Villa Teresa    | 0:0 | Juventud   | Estadio Charrúa | 13 de agosto | 17:15 |

| Rocha      | 1:0 | Villa Española  | Mario Sobrero           | 17 de agosto | 12:00 |
| Cerrito    | 0:0 | Rampla Juniors  | Estadio Charrúa         | 17 de agosto | 14:30 |
| Racing     | 2:2 | Villa Teresa    | Estadio Charrúa         | 17 de agosto | 17:15 |
| Albion     | 1:1 | Atenas          | Estadio Charrúa         | 18 de agosto | 12:00 |
| Juventud   | 1:2 | Sud América     | Juventud Parque Artigas | 18 de agosto | 14:30 |
| Tacuarembó | 1:0 | Central Español | Raúl Goyenola           | 18 de agosto | 17:15 |

| Juventud        | 3:0 | Racing         | Juventud Parque Artigas | 24 de agosto | 12:15 |
| Sud América     | 0:4 | Villa Española | Estadio Charrúa         | 24 de agosto | 14:30 |
| Atenas          | 0:2 | Rocha          | Estadio Charrúa         | 24 de agosto | 17:00 |
| Villa Teresa    | 1:3 | Cerrito        | Estadio Charrúa         | 25 de agosto | 12:15 |
| Central Español | 0:0 | Albion         | Estadio Charrúa         | 25 de agosto | 14:30 |
| Rampla Juniors  | 2:1 | Tacuarembó     | Estadio Charrúa         | 25 de agosto | 17:00 |

| Cerrito        | 1:0 | Juventud        | Estadio Charrúa | 30 de agosto     | 12:15 |
| Albion         | 0:0 | Rampla Juniors  | Estadio Charrúa | 30 de agosto     | 14:30 |
| Rocha          | 0:0 | Central Español | Mario Sobrero   | 30 de agosto     | 17:00 |
| Villa Española | 2:2 | Atenas          | Estadio Charrúa | 1° de septiembre | 12:15 |
| Tacuarembó     | 0:0 | Villa Teresa    | Raúl Goyenola   | 1° de septiembre | 14:30 |
| Racing         | 3:1 | Sud América     | Estadio Charrúa | 1° de septiembre | 17:00 |

| Sud América     | 6:0 | Atenas         | Estadio Charrúa         | 4 de septiembre | 10:00 |
| Juventud        | 0:0 | Tacuarembó     | Juventud Parque Artigas | 4 de septiembre | 12:15 |
| Rampla Juniors  | 3:1 | Rocha          | Estadio Charrúa         | 4 de septiembre | 14:30 |
| Villa Teresa    | 0:0 | Albion         | Estadio Charrúa         | 4 de septiembre | 17:00 |
| Central Español | 2:3 | Villa Española | Estadio Charrúa         | 4 de septiembre | 19:15 |
| Racing          | 3:3 | Cerrito        | Estadio Charrúa         | 5 de septiembre | 10:00 |

| Atenas         | 0:1 | Central Español | Estadio Charrúa | 7 de septiembre | 12:15 |
| Rocha          | 1:2 | Villa Teresa    | Mario Sobrero   | 7 de septiembre | 14:30 |
| Villa Española | 1:2 | Rampla Juniors  | Estadio Charrúa | 7 de septiembre | 17:00 |
| Albion         | 2:1 | Juventud        | Estadio Charrúa | 8 de septiembre | 12:15 |
| Cerrito        | 1:1 | Sud América     | Estadio Charrúa | 8 de septiembre | 14:30 |
| Tacuarembó     | 0:0 | Racing          | Raúl Goyenola   | 8 de septiembre | 17:00 |

| Villa Teresa   | 0:1 | Villa Española  | Estadio Charrúa         | 14 de septiembre | 12:15 |
| Juventud       | 1:1 | Rocha           | Juventud Parque Artigas | 14 de septiembre | 14:30 |
| Sud América    | 1:0 | Central Español | Estadio Charrúa         | 14 de septiembre | 16:45 |
| Rampla Juniors | 1:0 | Atenas          | Estadio Charrúa         | 15 de septiembre | 12:15 |
| Cerrito        | 3:1 | Tacuarembó      | Estadio Charrúa         | 15 de septiembre | 14:30 |
| Racing         | 1:1 | Albion          | Estadio Charrúa         | 15 de septiembre | 16:45 |

| Albion          | 1:3 | Cerrito        | Estadio Charrúa | 18 de septiembre | 10:00 |
| Villa Española  | 2:2 | Juventud       | Estadio Charrúa | 18 de septiembre | 12:15 |
| Atenas          | 2:1 | Villa Teresa   | Estadio Charrúa | 18 de septiembre | 14:30 |
| Rocha           | 1:1 | Racing         | Estadio Charrúa | 18 de septiembre | 16:45 |
| Tacuarembó      | 1:2 | Sud América    | Estadio Charrúa | 18 de septiembre | 19:00 |
| Central Español | 3:2 | Rampla Juniors | Estadio Charrúa | 19 de septiembre | 10:00 |

| Cerrito      | 1:3 | Rocha           | Estadio Charrúa         | 21 de septiembre | 12:15 |
| Tacuarembó   | 3:2 | Albion          | Estadio Charrúa         | 21 de septiembre | 14:30 |
| Racing       | 2:3 | Villa Española  | Estadio Charrúa         | 21 de septiembre | 16:45 |
| Juventud     | 1:0 | Atenas          | Juventud Parque Artigas | 22 de septiembre | 12:15 |
| Villa Teresa | 2:1 | Central Español | Estadio Charrúa         | 22 de septiembre | 14:30 |
| Sud América  | 1:1 | Rampla Juniors  | Estadio Charrúa         | 22 de septiembre | 16:45 |

| Central Español | 1:1 | Juventud     | Estadio Charrúa | 28 de septiembre | 12:15 |
| Rampla Juniors  | 1:2 | Villa Teresa | Estadio Charrúa | 28 de septiembre | 14:30 |
| Rocha           | 0:2 | Tacuarembó   | Estadio Charrúa | 28 de septiembre | 16:45 |
| Villa Española  | 1:2 | Cerrito      | Estadio Charrúa | 29 de septiembre | 12:15 |
| Albion          | 4:0 | Sud América  | Estadio Charrúa | 29 de septiembre | 14:30 |
| Atenas          | 2:0 | Racing       | Estadio Charrúa | 29 de septiembre | 16:45 |

| Cerrito     | 1:1 | Atenas          | Estadio Charrúa       | 2 de octubre | 10:00 |
| Albion      | 0:0 | Rocha           | Estadio Charrúa       | 2 de octubre | 12:15 |
| Sud América | 1:3 | Villa Teresa    | Estadio Charrúa       | 2 de octubre | 14:30 |
| Juventud    | 3:2 | Rampla Juniors  | Parque Artigas        | 2 de octubre | 14:30 |
| Tacuarembó  | 1:0 | Villa Española  | Estadio Raúl Goyenola | 2 de octubre | 19:30 |
| Racing      | 0:1 | Central Español | Estadio Charrúa       | 3 de octubre | 10:00 |

## Play-Offs
|  | Semifinales                                                                        | Semifinales                                                                        | Semifinales                                                                        |   |             | Final                                                  | Final                                                  | Final                                                  |  |
|  | 3 de diciembre de 2020 (ida) 9 de diciembre de 2020 y 19 de enero de 2021 (vuelta) | 3 de diciembre de 2020 (ida) 9 de diciembre de 2020 y 19 de enero de 2021 (vuelta) | 3 de diciembre de 2020 (ida) 9 de diciembre de 2020 y 19 de enero de 2021 (vuelta) |   |             | 23 de enero de 2021 (ida) 29 de enero de 2021 (vuelta) | 23 de enero de 2021 (ida) 29 de enero de 2021 (vuelta) | 23 de enero de 2021 (ida) 29 de enero de 2021 (vuelta) |  |
|  |                                                                                    |                                                                                    |                                                                                    |   |             |                                                        |                                                        |                                                        |  |
|  |                                                                                    |                                                                                    |                                                                                    |   |             |                                                        |                                                        |                                                        |  |
|  | Juventud                                                                           | 0                                                                                  | 1                                                                                  |   |             |                                                        |                                                        |                                                        |  |
|  | Juventud                                                                           | 0                                                                                  | 1                                                                                  |   |             |                                                        |                                                        |                                                        |  |
|  | Sud América                                                                        | 2                                                                                  | 0                                                                                  |   |             |                                                        |                                                        |                                                        |  |
|  | Sud América                                                                        | 2                                                                                  | 0                                                                                  |   | Sud América | 3                                                      | 2                                                      |                                                        |  |
|  |                                                                                    |                                                                                    |                                                                                    |   | Sud América | 3                                                      | 2                                                      |                                                        |  |
|  |                                                                                    |                                                                                    | Rampla Juniors                                                                     | 2 | 1           |                                                        |                                                        |                                                        |  |
|  | Rampla Juniors                                                                     | 0                                                                                  | Rampla Juniors                                                                     | 2 | 1           | 3                                                      |                                                        |                                                        |  |
|  | Rampla Juniors                                                                     | 0                                                                                  |                                                                                    |   |             | 3                                                      |                                                        |                                                        |  |
|  | Racing                                                                             | 1                                                                                  | 0                                                                                  |   |             |                                                        |                                                        |                                                        |  |
|  | Racing                                                                             | 1                                                                                  | 0                                                                                  |   |             |                                                        |                                                        |                                                        |  |
|  |                                                                                    |                                                                                    |                                                                                    |   |             |                                                        |                                                        |                                                        |  |

### Semifinales
| 3 de diciembre de 2020, 19:00 | Sud América                               | 2:0 (1:0) | Juventud | Charrúa, Montevideo     |                         |
|                               | Agustín Cayetano 29' · Marcos Camarda 87' |           |          | Árbitro(s): Óscar Rojas | Árbitro(s): Óscar Rojas |

| 19 de enero de 2021, 17:15 | Juventud       | 1:0 (1:0) | Sud América | Parque Artigas, Las Piedras |                         |
|                            | Luis Aguiar 6' |           |             | Árbitro(s): José Burgos     | Árbitro(s): José Burgos |

| 3 de diciembre de 2020, 21:15 | Racing             | 1:0 (1:0) | Rampla Juniors | Charrúa, Montevideo        |                            |
|                               | Liber Quiñones 41' |           |                | Árbitro(s): Santiago Motta | Árbitro(s): Santiago Motta |

| 9 de diciembre de 2020, 19:15 | Rampla Juniors                                                  | 3:0 (0:0) | Racing | Charrúa, Montevideo        |                            |
|                               | Gustavo Machado 57' · Santiago Pallares 60' · Eduardo Silva 72' |           |        | Árbitro(s): Fernando Falce | Árbitro(s): Fernando Falce |

### Final
| 23 de enero de 2021, 20:15 | Sud América                                               | 3:2 (2:1) | Rampla Juniors                             | Charrúa, Montevideo       |                           |
|                            | Jorge Ramírez 1' · Bruno Giménez 20' · Marcos Camarda 77' |           | Claudio Servetti 13' · Gustavo Machado 67' | Árbitro(s): Yimmy Álvarez | Árbitro(s): Yimmy Álvarez |

| 29 de enero de 2021, 18:00 | Rampla Juniors        | 1:2 (0:1) | Sud América                            | Parque Artigas, Las Piedras  |                              |
|                            | Santiago Pallares 62' |           | Germán Triunfo 37' · Agustín Barán 93' | Árbitro(s): Daniel Rodríguez | Árbitro(s): Daniel Rodríguez |

- Sud América ganó en el resultado global con un marcador de 5:3 y logró el tercer ascenso.

## Tabla del descenso
| Pos.                                          | Equipos         | PJ 2019 | PTS 2019 | PJ 2020 | PTS 2020 | PJ | PTS | PROM  |
| --------------------------------------------- | --------------- | ------- | -------- | ------- | -------- | -- | --- | ----- |
| 1°                                            | Villa Española  | 22      | 36       | 22      | 37       | 44 | 73  | 1,659 |
| 2°                                            | Cerrito         | 22      | 30       | 22      | 41       | 44 | 71  | 1,613 |
| 3°                                            | Juventud        | -       | -        | 22      | 32       | 22 | 32  | 1,454 |
| 4°                                            | Rampla Juniors  | -       | -        | 22      | 32       | 22 | 32  | 1,454 |
| 5°                                            | Racing          | -       | -        | 22      | 30       | 22 | 30  | 1,363 |
| 6º                                            | Sud América     | 22      | 30       | 22      | 28       | 44 | 58  | 1,318 |
| 7°                                            | Villa Teresa    | 22      | 28       | 22      | 26       | 44 | 54  | 1,227 |
| 8°                                            | Rocha           | -       | -        | 22      | 27       | 22 | 27  | 1,227 |
| 9°                                            | Atenas          | 22      | 29       | 22      | 24       | 44 | 53  | 1,204 |
| 10°                                           | Central Español | 22      | 24       | 22      | 27       | 44 | 51  | 1,159 |
| 11°                                           | Albion          | 22      | 27       | 22      | 22       | 44 | 49  | 1,139 |
| 12°                                           | Tacuarembó (D)  | 22      | 19       | 22      | 23       | 44 | 42  | 0,954 |
| Última actualización: 28 de noviembre de 2020 |                 |         |          |         |          |    |     |       |

|  | Disputa la Permanencia para el Campeonato Uruguayo de Segunda División Profesional 2021 |
|  | Desciende al Campeonato Uruguayo de Primera División Amateur 2021                       |

## Repechaje
| 19 de enero de 2020, 19:30 | Albion                                  | 3:1 (1:0) | Colón                   | Estadio Charrúa, Montevideo |                            |
|                            | Facundo Godoy 38' · César Taján 76' 82' |           | Cristian Valenzuela 85' | Árbitro(s): Antonio García  | Árbitro(s): Antonio García |

| 26 de enero de 2020, 16:15 | Colón | 0:4 (0:3) | Albion                                                                     | Estadio José Nasazzi, Montevideo |                           |
|                            |       |           | César Taján 3' · Nicolás Brun 16' · Pablo González 34' · Franco García 76' | Árbitro(s): Diego Dunajec        | Árbitro(s): Diego Dunajec |

- Albion ganó en el resultado global con un marcador de 7:1 y logró mantener la categoría para la siguiente temporada.

## Premiaciones

### Tabla de goleadores
| Jugador             | Equipo          | Goles |
| ------------------- | --------------- | ----- |
| Maximiliano Silvera | Cerrito         | 11    |
| Santiago López      | Villa Española  | 10    |
| Marcos Camarda      | Sud América     | 7     |
| Juninho Rocha       | Central Español | 7     |
| Lucas Farías        | Atenas          | 7     |

### Premios anuales
La Asociación Uruguaya de Fútbol entrega de manera oficial distinciones individuales al finalizar la temporada.
| Premio                              | Ganador                        | Equipo              |
| ----------------------------------- | ------------------------------ | ------------------- |
| Mejor jugador de la temporada       | Maximiliano Silvera            | Cerrito             |
| Futbolista Revelación               | Esteban Da Silva               | Cerrito             |
| Mejor Director Técnico              | Roland Marcenaro               | Cerrito             |
| Goleador del campeonato "Aldo Díaz" | Maximiliano Silvera (11 goles) | Cerrito             |
| Valla menos vencida "Juan Nichele"  | Juventud (17 goles)            | Juventud (17 goles) |
| Premio Fair Play                    | Juventud                       | Juventud            |